# Tabanus endymion
Tabanus endymion är en tvåvingeart som beskrevs av Osten Sacken 1878. Tabanus endymion ingår i släktet Tabanus och familjen bromsar. Inga underarter finns listade i Catalogue of Life.